# Guillem de Luxemburg
Guillem príncep de Luxemburg (Castell de Betzdorf 1963) és un príncep de Luxemburg amb el tractament d'altesa reial que contragué matrimoni amb una descendent del rei Alfons XIII d'Espanya.
Nat al Castell de Betzdorf el dia 11 de maig de 1963 essent fill del gran duc Joan I de Luxemburg i de la princesa Josepa Carlota de Bèlgica. Guillem era net del príncep Fèlix de Borbó-Parma i de la gran duquessa Carlota I de Luxemburg per via paterna; mentre que per via materna ho era del rei Leopold III de Bèlgica i de la princesa Àstrid de Suècia.
Guillem va anar a l'escola a Luxemburg i a un col·legi suís de Ginebra on obtingué el batxillerat. Posteriorment continuà estudis a la Universitat d'Oxford i després a la Universitat de Georgetown on es graduà el 1987.
Entre altres llocs de treball, Guillem ocupà una plaça laboral al Fons Monetari Internacional durant sis mesos, i durant dos anys a la Comissió europea a Brussel·les.
El dia 8 de setembre de 1994 contragué matrimoni a Versalles amb Sibil·la Weiller, filla del multimillonari estatunidenc Paul-Annik Weiller i de la princesa Olímpia Torlonia. La princesa Sibil·la és neta de la infanta Beatriu d'Espanya, besneta del rei Alfons XIII d'Espanya i descedent de la reina Victòria I del Regne Unit. La parella ha tingut quatre fills:
- Pau de Luxemburg, nat a Luxemburg el 1998.

- Leopold de Luxemburg, nat a Luxemburg el 2000.

- Carlota de Luxemburg, nada a Luxemburg el 2000.

- Joan de Luxemburg, nat a Luxemburg el 2004

El dia 10 de setembre de l'any 2000 Guillem i Sibil·la tingueren un accident automobilístic en què Guillem gairebé va morir.